# سون اریک لیدمن
سون-اریک لیدمن (به سوئدی: Sven-Eric Liedman) استاد تاریخ اندیشه در دانشگاه گوتنبرگ سوئد است.
او پیش از آغاز کار دانشگاهی مدتی سردبیر بخش فرهنگی یکی از روزنامه‌های بزرگ سوئد بود. در اوایل دههٔ ۱۹۶۰ چند مجموعه شعر و مقالات ادبی منتشر کرد.
در سال ۱۹۶۶ از تز دکترای فلسفهٔ خود با عنوان زندگی ارگانیک در مباحث فلسفی آلمان ۱۷۹۵ـ ۱۸۴۵ دفاع کرد. از آن پس تاکنون ده‌ها کتاب و مقالهٔ فلسفی و علمی نوشته است که از میان آنها می‌توان به جهانی برای بازیافتن: دربارهٔ مارکس جوان، بازی تضادها: دربارهٔ فلسفهٔ انگلس، تاریخ عقاید سیاسی از افلاطون تا هابرماس، در سایهٔ آینده: تاریخ اندیشهٔ مدرنیته، خطرگری بی‌پایان: دربارهٔ دانش انسان و آخرین کتاب او، سنگ‌های روح: تاریخ شکل، ماده و محتوا در فلسفه اشاره کرد.
تحقیقات لیدمن حول دو محور صورت گرفته است: محور اول تاریخ اندیشه در سوئد است. آنچه در این مبحث مورد توجه او بوده نقش عقاید و ایدئولوژی‌ها در تغییر جامعه است. محور دوم پژوهش‌های لیدمن را می‌توان زیر عنوان «انسان در جهان، جهان در انسان» خلاصه کرد. در این زمینه، تاریخ مدرنیته در غرب و جنبه‌های گوناگون دانش مورد توجه او بوده است.
تا کنون 'تاریخ عقاید سیاسی از افلاطون تا هابرماس، سبکی فکر سنگینی واقعیت: دربارهٔ آزادی و در سایهٔ آینده: تاریخ اندیشهٔ مدرنیته' و سنگهای روح، تاریخ مفهوم های فلسفی توسط سعید مقدم به فارسی ترجمه شده و نشر اختران آنها را منتشر کرده است.